# 加蚋子
加蚋仔，康熙時期稱做加臘仔庄，現在的日常用法為加蚋仔，又稱加蚋、𧊀蚋。臺北市老地名，範圍在今萬華區之南半部、中正區西端忠勤里西部（南機場夜市一帶），北至西藏路，東至惠安街及中華路二段441巷與596巷，南邊及西邊則以新店溪為界。

早年此地位於新店溪、大漢溪的交會處，在無堤防的年代易積水成沼澤，而加蚋仔的稱呼，可能是凱達格蘭語所略稱的 gara 譯音字，其意為沼澤地。

## 歷史
大臺北古地圖，1654年前後，漢人入墾以前，加蚋仔地區原為平埔族群凱達格蘭族雷里社（荷語：Rivrijcd）的活動範圍。 漢人開墾後，雷里社南遷至新店溪對岸，與秀朗社合併為雷朗社。明鄭時期，現台北地區仍為原住民平埔族群的生活範圍，漢人尚未進入開入墾，亦無行政區的設立。
康熙年起，台北地區改隸臺灣府諸羅縣。在康熙48年的公告中，官方將臺北盆地稱作「大嘉臘保」，是該名稱首次出現在地圖上。乾隆5年(1740年)，屬淡水海防廳下轄二保之淡水保大佳臘庄。乾隆7年(1742年)，番社給墾字記載有「土名加臘仔」。
嘉慶年間，屬淡水廳擺接堡加蚋仔庄。光緒五年(1879年)，屬臺北府淡水縣擺接堡加蚋仔庄。1895年，日治初期，臺北府改設臺北縣，由台北縣直轄，屬台北縣擺接堡加蚋仔庄。1901年，臺北縣改設臺北廳，仍由台北廳直轄屬台北廳擺接堡加蚋仔庄。
1906年，地方制度改革，廳下設支廳，支廳下設區，改屬台北廳古亭村區擺接堡加蚋仔庄。1920年，市制實行，屬臺北市加蚋子。 1922年，日人廢除原舊街庄名稱，改用日本式町名拆，加蚋子拆分為東園町、西園町、馬場町，加蚋子地名走入歷史。1945年，戰後前東園町、西園町與下崁合併為雙園區；馬場町則屬古亭區。1990年，臺北市政府重新調整行政區，雙園區大部分區域及古亭區馬場町西部劃入萬華區。2017年5月，地方居民與青年團體連署爭取LG04站命名為加蚋站。7月，臺北捷運  萬大樹林線 將經過本區的LG04車站命名為加蚋站。

## 地區發展
- 在漢人入墾以前，此地區為原住民凱達格蘭族雷里社 (Revrijcq)的活動範圍。
- 康熙48年(1709年)，諸羅知縣宋永清發給陳賴章的墾照中記載，墾戶陳賴章於北台灣的開墾範圍包含雷里地區，此地進而開始有閩南移民的開墾。[12]
- 約同時期，由來至於福建泉州府同安之楊姓渡海來臺，選擇了臨近平埔族雷里社的沼澤地區行開墾定居。
- 乾隆中期以後，楊姓大量抵臺於此務農或製糖，由於楊姓人口於此地占有多數，因此有「加蚋仔楊」的說法 。[8]
- 光緒年間，加蚋仔逐漸發展為七庄頭。然中崙仔於日治時期成為河道的一部分，昭和二十年(1945)的戶籍資料中已無人居住，加蚋仔遂以六庄頭稱。[10]
  - 堀仔頭，號稱加蚋仔第一庄，堀為台語計算窪地與埤塘之單位，此地以前有一大埤塘，現已填平起厝。
  - 港仔尾，地處在新店溪畔，堀仔頭末端，故名為港仔尾。也有一說北側西藏路以前為一小河道，稱作「無尾港」，而港仔尾在其末端，顧得其名。
  - 八張犁，加蚋仔東側，範圍極廣，指約八張犁所耕之土地面積故得名。
  - 後庄仔，因地處加蚋仔庄後方，故取名為後庄仔。
  - 下庄仔，地處加蚋仔最南面下方處，也有一說為地勢較低之處。
  - 客仔厝：因該庄頭昔日有渡船口可至新店溪對岸，來往旅客會在此住一宿，因此稱為客仔厝。但台灣有此地名之地方，皆與客家人有關，因此有一說為早期客家人在台北盆地的活動的痕跡。
  - 中崙仔：位於新店溪河道旁所圍之曲流疤內，日治時期新店溪河道變遷，成為河道的一部分，日治末期已成為居民種菜之地，無人居住。
- 加蚋仔土質鬆浮肥沃，早期移民多從事甘蔗、花卉、蔬菜、薯瓜類生產，供應艋舺、大龍峒、古亭等鄰近聚落。而薰茶用的茉莉花、黃枝花則交艋舺或大稻埕的茶行。花價高昂，使當地農民獲利頗豐。1930年代，因戰使茉莉花滯銷，又因土質變化，居民改種麻竹筍；也由於地下水質甘美，適合孵豆芽。因此俗稱加蚋仔有三寶，分別是：茉莉、麻竹筍、豆芽菜。[2]

## 歷史建築
- 加蚋公學校 (今東園國小)
- 御大禮樹碑 (現存於東園國小校園內)
- 堀仔頭水道
- 楊氏古厝及古井[13]

## 祭祀
| 時間（農曆） | 名目         | 神明                                                                     | 範圍                     |
| ------------ | ------------ | ------------------------------------------------------------------------ | ------------------------ |
| 二月十三     | 楊相公生日   | 楊相公(忠惠聖侯、馬聖侯)                                                 | 堀仔頭、客仔厝之楊姓家族 |
| 三月十二     | 年例         | 保儀大夫(尪公)、干豆媽、保生大帝、霞海城隍、飛天大聖、當年輪值角頭土地公 | 加蚋仔庄全境             |
| 九月初一     | 飛天大聖生日 | 飛天大聖                                                                 | 加蚋仔庄全境             |
| 十月十四     | 朱府王爺生日 | 朱府王爺                                                                 | 客仔厝之楊姓家族         |
| 十一月初五   | 楊令公祖生日 | 楊令公                                                                   | 堀仔頭、客仔厝之楊姓家族 |

- 雖然許多文字紀錄稱呼加蚋仔六個角頭為「六庄頭」，但地方實際上使用的稱呼是「五角頭」，因客仔厝因規模較小，又與堀仔頭一樣以楊姓居多，合為一個角頭。每年農曆三月十二「年例」迎尪公祭典，輪值即按五角頭順序。近幾年的紀錄為：2017港仔尾、2018後庄仔、2019八張犁與客仔厝、2020下庄仔、2021堀仔頭。原本慣例是由各角頭里長輪值，由於地方居民角頭觀念薄弱，無力舉辦年例，2023開始由加蚋境內各廟宇主辦。